# Culicoides xanthoceras
Culicoides xanthoceras är en tvåvingeart som beskrevs av Jean-Jacques Kieffer 1917. Culicoides xanthoceras ingår i släktet Culicoides och familjen svidknott. Inga underarter finns listade i Catalogue of Life.